# Алонский
Алонский — железнодорожный остановочный пункт (населённый пункт) в Марьяновском районе Омской области России. Входит в состав Васильевского сельского поселения.

## История
В 1928 г. состоял из 11 хозяйств, основное население — русские. В составе Степновского сельсовета Любинского района Омского округа Сибирского края.
В соответствии с Законом Омской области от 30 июля 2004 года № 548-ОЗ «О границах и статусе муниципальных образований Омской области» Алонский вошёл в состав образованного муниципального образования «Васильевское сельское поселение».

## География
Находится на юго-западе центральной части региона, в пределах Ишимской равнины, являющейся частью Западно-Сибирской равнины.

## Население
| 2010 |
| ---- |
| 58   |

Гендерный состав
По данным Всероссийской переписи населения 2010 года в гендерной структуре населения из 58 человек мужчин — 26, женщин — 32	(44,8 и 55,2 % соответственно)
Национальный состав
Согласно результатам переписи 2002 года, в национальной структуре населения русские составляли 94 % от общей численности населения в 63 чел..

## Инфраструктура
железнодорожный остановочный пункт.
Личное подсобное хозяйство.

## Транспорт
Автомобильный и железнодорожный транспорт.
Просёлочные дороги.